# Toshiya Tōjō
Toshiya „Toshi“ Tōjō (jap. 東城 利哉, Tōjō Toshiya; * 13. Oktober 1992 in der Präfektur Tokio) ist ein japanischer Fußballspieler. Der Rechtsfuß wird als Mittelfeldspieler eingesetzt.

## Karriere
Toshi erhielt seine fußballerische Ausbildung bei Kawasaki Frontale. Nach seinem Oberschulabschluss strebte er jedoch keine Profikarriere bei Frontale an, sondern wechselte stattdessen nach Brasilien zum Paulinia FC, einem Verein aus dem Bundesstaat São Paulo. 2012 wurde er vom Série D Klub Friburguense AC verpflichtet. Sein erstes Spiel Profispiel bestritt er für den Klub 2012 im Staatspokal von Rio de Janeiro. Insgesamt brachte er es in der Saison auf fünf Einsätze in dem Wettbewerb sowie zwei weiterem in der Série D. In den Folgejahren kam er zu weiteren drei Einsätzen im Staatspokal und 10 in der Staatsmeisterschaft von Rio de Janeiro.
Zur Saison 2015 gelang Toshi durch den Wechsel zum Avaí FC ein persönlicher Aufstieg. Er hatte künftig die Chance in Série B mitzuspielen. Allerdings fand er sich in der Saison 2015 zunächst nur auf der Ersatzbank wieder. Seit 2016 spielt er häufiger, aber noch nicht regelmäßig. Die Saison 2018 begann für Toshi mit einer Leihe an den EC Internacional (SC) in Lages. Mit dem Klub in der Staatsmeisterschaft von Santa Catarina und der Série D an. Nach Abschluss des Wettbewerbes wurde Toshi wieder weiterverliehen. Er kam zurück zu Friburguense um mit diesem im Staatspokal von Rio de Janeiro zu spielen (6 Spiele, 0 Tore). Zur Saison 2019 wechselte Toshi zu Associação Portuguesa de Desportos. Der Kontrakt erhielt eine Laufzeit bis Jahresende. 2021 und 22 war er nochmals für Friburguense aktiv. Seitdem ist er ohne neuen Vertrag.

## Trivia
Sein Bruder Shōya Tōjō stand zuletzt in Portugal bei GD Coruchense unter Vertrag und ist seit Juni 2023 ohne neuen Vertrag (Stand 2. Januar 2024).